# 胡麻の郷
胡麻の郷（ごまのさと）は、岐阜県不破郡関ケ原町にあるごまの企業博物館。
ごまの加工メーカー株式会社真誠のグループ会社真誠プランニングが運営している。

## 概要
ごまのすべてがわかるテーマ館として2000年（平成12年）にオープン。ごまの起源や歴史、ごまの成分、各国の食べ方などごまについての展示がされている。その他に、ごまにまつわる製品を取り揃えたショッピングコーナーや休憩コーナーが併設されている。

## 開館時間
- 午前10時～午後5時

## マスコットキャラクター
- ザ・セサミブラザーズ（作者：やなせたかし）

## その他
- 入場無料
- 駐車場あり
- 冬期休館あり（12月25日～2月末日）

## 所在地
- 岐阜県不破郡関ケ原町玉 1565-10

## 交通アクセス
- JR東海道本線「関ケ原駅」から車で約5分。
- 名神高速道路「関ヶ原IC」から車で約7分。